# Shakedown Street
Shakedown Street es un álbum de estudio de la banda estadounidense Grateful Dead. Fue lanzado el 15 de noviembre de 1978 por Arista.
La carátula del álbum fue diseñada por el dibujante Gilbert Shelton.

## Lista de canciones

### Lado Uno
1. "Good Lovin'" (Rudy Clark y Arthur Resnick) – 4:51
2. "France" (Mickey Hart, Robert Hunter y Bob Weir) – 4:03
3. "Shakedown Street" (Jerry García y Hunter) – 4:59
4. "Serengetti" (instrumental) (Hart y Bill Kreutzmann) – 1:59
5. "Fire on the Mountain" (Hart y Hunter) – 3:46

### Lado Dos
1. "I Need a Miracle" (John Perry Barlow y Weir) – 3:36
2. "From the Heart of Me" (Donna Jean Godchaux) – 3:23
3. "Stagger Lee" (García y Hunter) – 3:25
4. "All New Minglewood Blues" (Noah Lewis) – 4:12
5. "If I Had the World to Give" (García y Hunter) – 4:50

## Personal
- Jerry García – voz, guitarra
- Donna Jean Godchaux – voz
- Keith Godchaux – teclados
- Mickey Hart – percusión
- Bill Kreutzmann – percusión
- Phil Lesh – bajo
- Bob Weir – guitarra, voz